# Münsterbauverein
Münsterbauverein ist die Bezeichnung von Vereinen, die sich mit der Förderung von Kirchen befassen, die als Münster bezeichnet werden. Grund ihrer Gründung war meist, dass die Unterhaltskosten oder Wiederaufbaukosten der historisch bedeutenden Bauten die finanziellen Möglichkeiten der Eigentümer übersteigt.
Bekannte Münsterbauvereine sind:
- Freiburger Münsterbauverein
- Verein für die Erhaltung und Ausstattung des Essener Münsters (Münsterbauverein)
- Münsterbauverein Schwäbisch Gmünd